# Сверчински, Дуэйн
Дуэйн Луис Сверчински (род. 22 февраля 1972, Филадельфия) — американский писатель, известный своими работами над нон-фикшеном, романами и комиксами.

## Ранняя жизнь
Дуэйн родился и вырос во Франкфорде, районе в нижней части Северо-Восточной Филадельфии, штат Пенсильвания, США. Уехав в конце 1990-х годов и сделав несколько остановок в других местах, он поселился в 2002 году в другом районе Северо-Восточной Филадельфии, где жил до 2016 года. В настоящее время Сверчински проживает с семьёй в районе Лос-Анджелеса.

## Личная жизнь
Женат и имеет двоих детей. 30 марта 2002 года у Сверчински родился первенец — Паркер, названный в честь одноимённого персонажа Ричарда Старка, а также тайной личности Человека-паука, Питера Паркера. 15 июля 2003 года у Дуэйна родилась дочь Эвелин, или сокращенно Иви.

### Комиксы

#### Marvel Comics
- Moon Knight: Annual #1 (2007)
- Punisher: Force Of Nature (2008)
- Cable #1—25 (2008—2010)
- The Immortal Iron Fist #17—27 (2008—2009)
- Immortal Iron Fist: The Death Queen of California (2008)
- Punisher: Frank Castle #66—70, #75 (2009)
- Dead of Night: Werewolf by Night #1—4 (2009)
- X-Men: The Times and Life of Lucas Bishop #1—3 (2009)
- Immortal Weapons #1—5 (2009—2010)
- Dark X-Men #1—5 (2010)
- Deadpool: Wade Wilson's War #1—4 (2010)
- X-Men: Hope #1 (2010)
- X-Men Origins: Deadpool #1 (2010)
- X-Men: Curse of the Mutants — Blade #1 (2010)
- Black Widow #6—8 (2010)
- Widowmaker #2, #4 (2010—2011)
- Deadpool vs. X-Force #1—4 (2014)
- Star Wars: Rogue One: Cassian & K-2SO #1 (2017)

#### DC Comics
- Birds of Prey #1—17 (2011—2013)

#### IDW
- Infestation 2 #1—2 (2012)
- Infestation 2: 30 Days of Night #1 (2012)
- Godzilla #1—13 (2012—2013)
- Judge Dredd #1—30 (2012—2015)

#### Valiant Comics
- Bloodshot #1—13 (2012—2013)
- Harbinger Wars #1—4 (2013)

#### Dark Horse
- X (comics) #0—24 (2013—2015)
- Two Past Midnight #1—3 (2013)

#### Archie Comics
- The Black Hood vol. 4 #1—11 (2015—2016)
- The Black Hood vol. 5 #1—5 (2016—2017)

### Charlie Hardie Trilogy
- Fun and Games (Mulholland Books, 2011) ISBN 978-0-316-13328-9
- Hell and Gone (Mulholland Books, 2011) ISBN 978-0-316-13329-6
- Point and Shoot (Mulholland Books, 2013) ISBN 978-0-316-13330-2